# Acantholimon stanjukoviczii
Acantholimon stanjukoviczii är en triftväxtart som beskrevs av Igor Alexandrovich Linczevski och Sergei Sergeevich Ikonnikov. Acantholimon stanjukoviczii ingår i släktet Acantholimon och familjen triftväxter. Inga underarter finns listade i Catalogue of Life.